# We3
Noi3 - Nuovo Organismo Ibrido (We3) è una miniserie a fumetti composta da 3 numeri scritta da Grant Morrison e illustrata da Frank Quitely, il cui stile grafico è descritto come "manga occidentale". Pubblicata nel 2004 per l'etichetta Vertigo della DC Comics.

## Trama
La trama segue le vicende della squadra Noi3, composta da tre prototipi di "armi animali", cyborg con un sistema nervoso potenziato, creati in un centro di ricerca statunitense. Di fronte alla prospettiva dello smantellamento del progetto (e quindi della loro morte), i 3 sfuggono alla custodia degli scienziati che li hanno creati per salvarsi, trovare la libertà e una vera "casa".
I membri del gruppo sono:
- il cane "Bandit", un cucciolo di labrador marrone meticcio di taglia media
- il gatto "Tinker", un soriano dal pelo fulvo con il naso e la punta della coda bianca
- il coniglio "Pirate", un coniglio bianco con una macchia nera sull'occhio.
Essi, dopo essere stati recuperati dalla strada sono stati collegati a degli esoscheletri robotici che forniscono loro anche una limitata capacità di espressione vocale. Gli esoscheletri comprendono numerose armi tra cui mine, artigli a rasoio, mitragliatrici e un sistema di autodistruzione con comando a distanza.

## Film
Nel 2006, New Line Cinema annuncia che We3 avrà una trasposizione cinematografica con un Grant Morrison incaricato di scrivere la sceneggiatura. Lo script viene concluso nel 2006 e Don Murphy, Susan Montford e Rick Benattar producono la pellicola. Bandit, Tinker e Pirate saranno generati tramite computer-grafica.
Il 9 dicembre 2008, viene annunciato il coinvolgimento di John Stevenson come regista e che New Line Cinema non è più coinvolta nello sviluppo del film.
Nel 2010, Morrison tranquillizza i fan annunciando che il progetto è ancora vivo.
Il 7 marzo 2015, quando gli è stato chiesto durante un'intervista su Facebook su quale altro film a fumetti vorrebbe fare, James Gunn ha espresso interesse per We3.